# Metleucauge dentipalpis
Metleucauge dentipalpis là một loài nhện trong họ Tetragnathidae.
Loài này thuộc chi Metleucauge. Metleucauge dentipalpis được miêu tả năm 1875 bởi Kroneberg.